# Stephenson County
Stephenson County är ett county i delstaten Illinois, USA. År 2010 hade countyt 47 711 invånare. Den administrativa huvudorten (county seat) är Freeport.

## Geografi
Enligt United States Census Bureau har countyt en total area på 1 463 km². 1 462 km² av den arean är land och 1 km² är vatten.

### Angränsande countyn
- Green County, Wisconsin - nord
- Winnebago County - öst
- Ogle County - sydost
- Carroll County - sydväst
- Jo Daviess County - väst
- Lafayette County, Wisconsin - nordväst

### Orter
- Freeport (huvudort)
- Winslow